# 앨빈과 슈퍼밴드 (영화 시리즈)

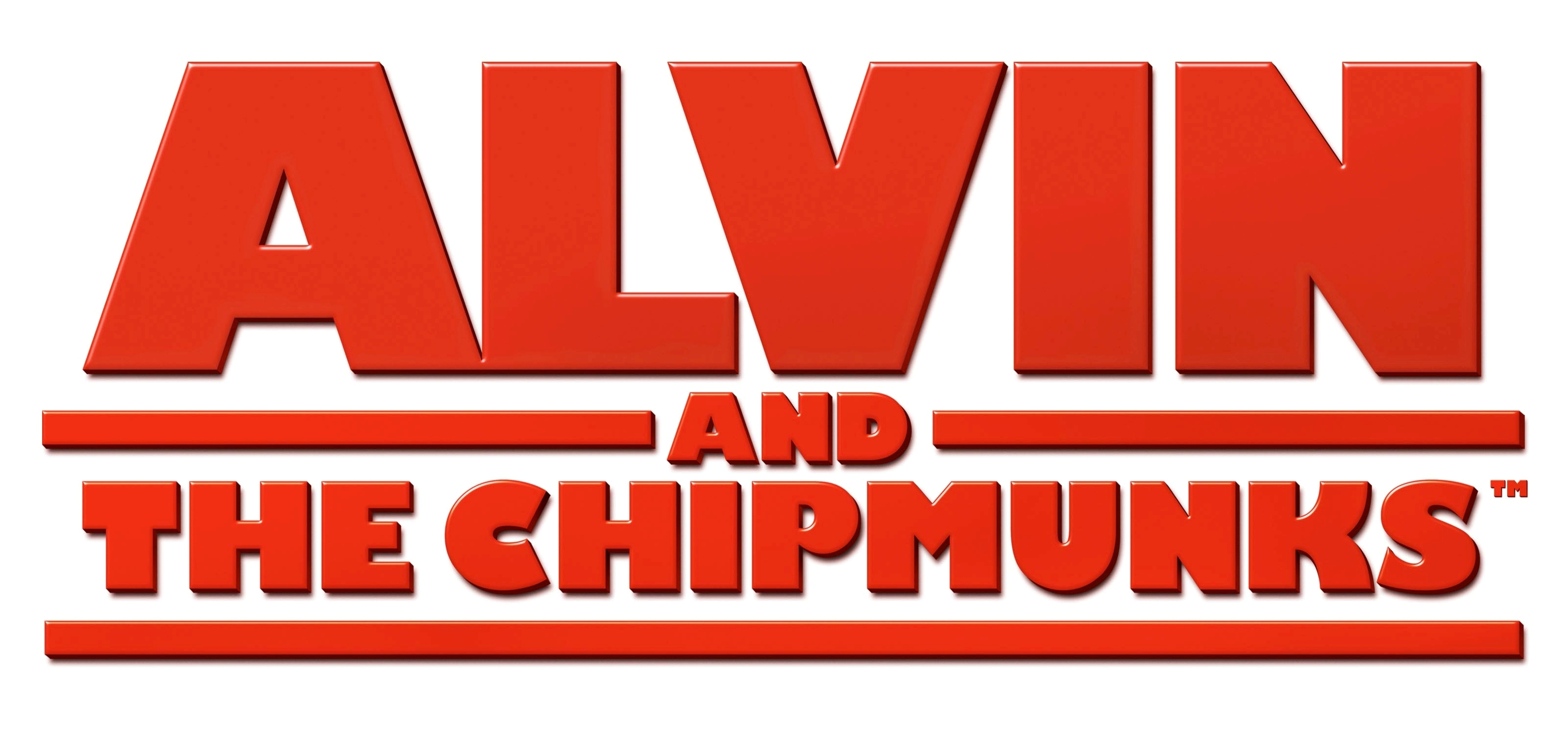
영어 로고

앨빈과 슈퍼밴드는 20세기 폭스가 배급하고 배그더세리언 컴퍼니이 제작한 미디어 프랜차이즈이다.

## 영화

### 극장판 영화
- 《앨빈의 모험》 (1987년)
- 《앨빈과 슈퍼밴드》 (2007년)
- 《앨빈과 슈퍼밴드 2》 (2009년)
- 《앨빈과 슈퍼밴드 3》 (2011년)
- 《앨빈과 슈퍼밴드: 악동 어드벤처》 (2015년)

### 비디오 영화
- 《앨빈과 프랑켄슈타인》 (1999년)
- 《앨빈과 늑대인간》 (2000년)